# 宮崎県立日南くろしお支援学校
宮崎県立日南くろしお支援学校（みやざきけんりつ にちなんくろしおしえんがっこう）は、宮崎県日南市大字風田（かぜだ）にある県立特別支援学校。知的障害者、肢体不自由者を対象とした特別支援教育を行っている。

## 概要
歴史
1978年（昭和53年）に「宮崎県立日南養護学校」として創立。現校名となったのは2008年（平成20年）。2013年（平成25年）に創立35周年を迎えた。
設置学部
- 小学部
- 中学部
- 高等部

普通学級と重複学級がある。
通学困難な児童・生徒を対象に訪問教育も行っている。
指標
「げんきでなかよくいきいきと」
校章
杉、太陽、日向灘を表す波の絵を組み合わせたものを背景にして、校名の「日南」（縦書き）を置いている。
校歌
1979年（昭和54年）に制定。校名が改称した2008年（平成20年）に歌詞の一部が改訂された。

## 沿革
正史
- 1978年（昭和53年）
  - 4月1日 - 社会福祉法人つよし会の運営するつよし学園内に「宮崎県立日向養護学校」が併設される。小学部と中学部を設置。
  - 4月10日 - 開校式を挙行。
- 1979年（昭和54年）　  
  - 3月20日 - 校章を制定。
  - 4月1日 - 養護学校が義務制となる。訪問教育学級が移管される。
  - 4月13日 - 校歌を制定。
- 1981年（昭和56年）10月5日 - 現在地に校舎が完成し移転を完了。給食とスクールバスの運行を開始。
- 1982年（昭和57年）3月 - 体育館が完成。
- 1984年（昭和59年）3月28日 - 運動場の整備が完了。
- 1985年（昭和60年）12月23日 - プールが完成。
- 2004年（平成16年）4月1日 - 高等部を設置。
- 2005年（平成17年）10月 - 串間線スクールバスの運行を開始。
- 2006年（平成18年）1月 - 管理棟の増築が完了。
- 2008年（平成20年）4月1日 - 「宮崎県立日南くろしお支援学校」（現校名）に改称。校章・校歌の一部を改定。
- 2010年（平成22年）4月1日 - 支援対象が「知的障がい・肢体不自由」（知肢併設）に変更となる（肢体不自由が追加された）。
- 2015年（平成27年）2月 - 第2教室棟が完成。

## 交通
最寄りの鉄道駅
- JR九州 日南線　「油津駅」

最寄りのバス停
- 宮崎交通 「谷口病院」バス停で下車。

最寄りの幹線道路
- 国道220号（日南海岸ロードパーク）
- 宮崎県道434号風田星倉線

## 周辺
- 風田神社
- 愛泉会日南病院（旧・国立療養所日南病院）
- 谷口病院
- つよし学園